# The Green CD/DVD
Albums de Non Phixion
The Future Is Now
(2002)
The Green CD/DVD est le deuxième et dernier album studio de Non Phixion, sorti le 6 avril 2004.
Cet album est composé d'un CD audio et d'un DVD comprenant des entretiens avec le groupe, des extraits de concerts, des clips et différentes séquences vidéos.
Il s'est classé 35e au Top Independent Albums et 86e au Top R&B/Hip-Hop Albums.

## Liste des titres

### CD
| No  | Titre                                         | Contient un (des) sample(s) de                     | Durée |
| --- | --------------------------------------------- | -------------------------------------------------- | ----- |
| 1.  | Intro                                         |                                                    | 1:16  |
| 2.  | Existence                                     |                                                    | 3:55  |
| 3.  | Farragut Road                                 |                                                    | 0:39  |
| 4.  | We All Bleed                                  |                                                    | 3:47  |
| 5.  | Eclipse Promo                                 |                                                    | 2:44  |
| 6.  | Info Junkies                                  |                                                    | 4:21  |
| 7.  | Caught Between Worlds                         | Love Without Sex de Gwen McCrae                    | 3:37  |
| 8.  | 89.9 Freestyle 1 (featuring Necro)            |                                                    | 4:38  |
| 9.  | Make It Happen (featuring DV Alias Khrist)    |                                                    | 3:01  |
| 10. | The Freshfest                                 | If You Want Me to Stay de Sly and the Family Stone | 2:28  |
| 11. | Illuminati                                    |                                                    | 0:58  |
| 12. | Big Don Vincenzo                              |                                                    | 1:03  |
| 13. | Area 51                                       |                                                    | 1:35  |
| 14. | 89.9 Freestyle 2                              |                                                    | 4:03  |
| 15. | Criminal                                      |                                                    | 2:32  |
| 16. | Doo Wop Freestyle                             |                                                    | 1:46  |
| 17. | 89.9 Promo                                    |                                                    | 1:51  |
| 18. | Implantable Transponders                      |                                                    | 0:55  |
| 19. | The Full Monty                                | Jagger the Dagger d'Eugene McDaniels               | 2:57  |
| 20. | Skum                                          |                                                    | 2:51  |
| 21. | Toothache                                     |                                                    | 0:42  |
| 22. | Food                                          | Aegian Sea d'Aphrodite's Child                     | 3:28  |
| 23. | Hot 97.1 Freestyle                            |                                                    | 2:41  |
| 24. | Don't Get Beside Yourself (featuring Hostyle) |                                                    | 2:46  |
| 25. | Refuse to Lose                                |                                                    | 4:50  |
| 43. | God Is an Atheist (Morceau caché)             |                                                    | 2:41  |

Note : les morceaux 26 à 42 sont des pistes blanches de 4 secondes chacune.

### DVD
| No  | Titre                                            | Contenu        | Durée |
| --- | ------------------------------------------------ | -------------- | ----- |
| 1.  | The C.I.A. Is Trying to Kill Me                  | Live           |       |
| 2.  | Who We Are                                       | Interview      |       |
| 3.  | Futurama                                         | Live           |       |
| 4.  | Our Style                                        | Interview      |       |
| 5.  | Skum                                             | Live           |       |
| 6.  | Gore Story                                       | Interview      |       |
| 7.  | Hated                                            | Live           |       |
| 8.  | Porn                                             | Interview      |       |
| 9.  | Argument                                         | Séquence vidéo |       |
| 10. | Live At Splash Festival                          | Live           |       |
| 11. | Cousin Steve                                     | Séquence vidéo |       |
| 12. | Road Again                                       | Séquence vidéo |       |
| 13. | Label Drama                                      | Interview      |       |
| 14. | Rock Stars (featuring DJ Premier)                | Clip           |       |
| 15. | Uncle Howie                                      | Interview      |       |
| 16. | Clean Sneaks                                     | Interview      |       |
| 17. | Fast Food                                        | Interview      |       |
| 18. | It's Us                                          | Live           |       |
| 19. | Where We Grew Up                                 | Interview      |       |
| 20. | Eclipse's Records                                | Interview      |       |
| 21. | City Kids                                        | Interview      |       |
| 22. | Live at Union Square                             | Live           |       |
| 23. | Black Helicopters                                | Live           |       |
| 24. | State of Hip-Hop                                 | Interview      |       |
| 25. | Soundcheck                                       | Séquence vidéo |       |
| 26. | Farts                                            | Séquence vidéo |       |
| 27. | Who Inspired You                                 | Interview      |       |
| 28. | 14 Years of Rap (featuring Jise One et Q-Unique) | Clip           |       |
| 29. | Our Peoples                                      | Interview      |       |
| 30. | They Got...                                      | Live           |       |
| 31. | Before Non Phixion                               | Interview      |       |
| 32. | Suicide Bomb (featuring The Beatnuts)            | Live           |       |
| 33. | Amsterdam                                        | Interview      |       |
| 34. | If You Got Love                                  | Live           |       |
| 35. | Outro                                            | Générique      |       |